# نوفيك إنتييه
نوفيك إنتييه (بالفرنسية: Neuvic-Entier)‏ هي بلدية في مقاطعة فيين العليا في منطقة أقطانية الجديدة في غرب وسط فرنسا.